# Bundesratsfoto
Das Bundesratsfoto (französisch Photo du Conseil fédéral, italienisch Foto del Consiglio federale, rätoromanisch Fotografia dal Cussegl federal) ist das offizielle Bild des Bundesrats, der Regierung der Schweiz. Die Bundesverwaltung veröffentlicht es jedes Jahr Anfang Januar in der aktuellen Zusammensetzung des Bundesrates. Das offizielle Bundesratsfoto wurde 1993 erstmals publiziert.
Der Bundespräsident bestimmt den Fotografen und das Thema der Aufnahme. Der Bundespräsident ist im Regelfall in der Mitte platziert oder hebt sich aus dem Bild hervor. Der Vizepräsident befindet sich meist direkt daneben, leicht in den Hintergrund versetzt. Die weiteren Mitglieder des Bundesrats werden nach ihrer Anciennität um diese beiden Personen gruppiert. Weiter befindet sich auch der Bundeskanzler auf dem Bild. Scheidet ein Mitglied des Bundesrats aus dem Amt aus, wird in der Regel für das verbleibende Jahr ein aktualisiertes Bundesratsfoto mit der gleichen Gestaltung veröffentlicht.
Neben den mindestens jährlichen Bundesratsfotos wird auch unmittelbar nach jeder Bundesratswahl (Gesamterneuerungs- oder Ersatzwahl) in einem Raum des Bundeshauses ein Gruppenbild des neuen Bundesrates aufgenommen.

## Ab 2020
| Foto                     | Bundesratszusammenstellung | Titel, Beschreibung |
| ------------------------ | --- | --- |
|                          | Bundesrat 2025 ab 1. April (von links nach rechts) - Viktor Rossi (Bundeskanzler) - Ignazio Cassis - Beat Jans - Karin Keller-Sutter (Bundespräsidentin) - Elisabeth Baume-Schneider - Guy Parmelin - Martin Pfister - Albert Rösti | Titel: Bundesratsfoto 2025 mit Menschen aus der ganzen Schweiz. Fotograf: Arthur Gamsa |
|                          | Bundesrat 2025 bis 31. März (von links nach rechts) - Viktor Rossi (Bundeskanzler) - Ignazio Cassis - Elisabeth Baume-Schneider - Karin Keller-Sutter (Bundespräsidentin) - Albert Rösti - Guy Parmelin - Beat Jans - Viola Amherd  | Titel: Bundesratsfoto 2025 mit Menschen aus der ganzen Schweiz. Fotograf: Arthur Gamsa |
|                          | Bundesrat 2024 (von links nach rechts) - Viktor Rossi (Bundeskanzler) - Elisabeth Baume-Schneider - Ignazio Cassis - Karin Keller-Sutter - Viola Amherd (Bundespräsidentin) - Guy Parmelin - Albert Rösti - Beat Jans               | Titel: Bundesratsfoto 2024: Schweizer Bergpanorama im Bundeshaus. Fotografin: Sina Guntern |
|                          | Bundesrat 2023 (von links nach rechts) - Walter Thurnherr (Bundeskanzler) - Albert Rösti - Ignazio Cassis - Viola Amherd - Alain Berset (Bundespräsident) - Guy Parmelin - Karin Keller-Sutter - Elisabeth Baume-Schneider          | Titel: Bundesratsfoto 2023: Gute Zusammenarbeit mit unterschiedlichen Standpunkten. «Auf dem Tisch liegen ein Kompass, eine Schweizerkarte und eine gebundene Ausgabe der Bundesverfassung. 2023 kann die Bundesverfassung, auf die sich der Bundesrat bei seinem Handeln stützt, ihr 175-jähriges Bestehen feiern. Die Blätter, die durch den Raum fliegen, tragen ein Gedicht von Charles-Ferdinand Ramuz und symbolisieren diskret das Chaos und die Spannungen auf der Welt, die heute viel stärker präsent scheinen als früher.» Fotograf: Matthieu Gafsou |
|                          | Bundesrat 2022 (von links nach rechts) - Guy Parmelin - Alain Berset - Simonetta Sommaruga - Viola Amherd - Walter Thurnherr (Bundeskanzler) - Ueli Maurer - Ignazio Cassis (Bundespräsident) - Karin Keller-Sutter                 | Titel: Foto 2022: der Bundesrat – in seiner Vielfältigkeit vereint. «Eine Karte des Schienennetzes und der wichtigsten Bahnverbindungen, die unser Land von Norden nach Süden und von Osten nach Westen durchqueren. Diese Linien verbinden auch die Bundesrätinnen und Bundesräte, die auf der Karte dort stehen, wo sie herkommen. … Die Botschaft: ‹Genau wie die Mitglieder des Bundesrates unterscheiden sich auch die Schweizerinnen und Schweizer in ihrer Herkunft, Sprache, Kultur und Mentalität. Und alle miteinander sind wir die Schweiz. Diese Vielfältigkeit macht die Stärke unseres Landes aus›, ruft Bundespräsident Ignazio Cassis in Erinnerung.» Fotograf: Stefano Spinelli |
|                          | Bundesrat 2021 (von links nach rechts) - Viola Amherd - Simonetta Sommaruga - Ignazio Cassis - Guy Parmelin (Bundespräsident) - Ueli Maurer - Alain Berset - Karin Keller-Sutter - Walter Thurnherr (Bundeskanzler)                 | Markus A. Jegerlehner hat im Mai 2020 eine Drohnen-Aufnahme des Bundeshauses gemacht, zum Jahresende 2020 Porträtfotos aufgenommen und alles zu einem Bild montiert. |
| Der Gesamtbundesrat 2020 | Bundesrat 2020 (von links nach rechts) - Walter Thurnherr (Bundeskanzler) - Viola Amherd - Guy Parmelin - Alain Berset - Simonetta Sommaruga (Bundespräsidentin) - Ignazio Cassis - Ueli Maurer - Karin Keller-Sutter               | Hintergrund: Stadttheater. Fotografin: Annette Boutellier |

## 2010 bis 2019
| Foto | Bundesratszusammenstellung |
| ---- | --- |
|      | Bundesrat 2019 (von links nach rechts) - Walter Thurnherr (Bundeskanzler) - Viola Amherd - Simonetta Sommaruga - Guy Parmelin - Ueli Maurer (Bundespräsident) - Ignazio Cassis - Alain Berset - Karin Keller-Sutter Das Bild wurde von sieben Mediamatik-Lehrlingen konzipiert und mit einem Mobiltelefon aufgenommen. |
|      | Bundesrat 2018 (von links nach rechts) - Guy Parmelin - Simonetta Sommaruga - Ueli Maurer - Alain Berset (Bundespräsident) - Doris Leuthard - Johann Schneider-Ammann - Ignazio Cassis - Walter Thurnherr (Bundeskanzler) Erstes Bundesratsfoto, das auch als GIF-Animation veröffentlicht wurde.                      |
|      | Bundesrat 2017 ab 1. November (von links nach rechts) 1. Reihe: - Alain Berset - Doris Leuthard (Bundespräsidentin) 2. Reihe: - Simonetta Sommaruga - Ueli Maurer 3. Reihe: - Walter Thurnherr (Bundeskanzler) - Ignazio Cassis - Guy Parmelin - Johann Schneider-Ammann                                               |
|      | Bundesrat 2017 bis 31. Oktober (von links nach rechts) 1. Reihe: - Alain Berset - Doris Leuthard (Bundespräsidentin) 2. Reihe: - Didier Burkhalter - Ueli Maurer 3. Reihe: - Walter Thurnherr (Bundeskanzler) - Guy Parmelin - Johann Schneider-Ammann - Simonetta Sommaruga                                           |
|      | Bundesrat 2016 (von links nach rechts) - Alain Berset - Didier Burkhalter - Doris Leuthard - Johann Schneider-Ammann (Bundespräsident) - Ueli Maurer - Simonetta Sommaruga - Guy Parmelin - Walter Thurnherr (Bundeskanzler)                                                                                           |
|      | Bundesrat 2015 - Didier Burkhalter - Johann Schneider-Ammann - Eveline Widmer-Schlumpf - Doris Leuthard - Ueli Maurer - Simonetta Sommaruga (Bundespräsidentin) - Alain Berset - Corina Casanova (Bundeskanzlerin) |
|      | Bundesrat 2014 - Johann Schneider-Ammann - Eveline Widmer-Schlumpf - Simonetta Sommaruga - Didier Burkhalter (Bundespräsident) - Doris Leuthard - Ueli Maurer - Alain Berset - Corina Casanova (Bundeskanzlerin) |
|      | Bundesrat 2013 - Johann Schneider-Ammann - Simonetta Sommaruga - Didier Burkhalter - Eveline Widmer-Schlumpf - Ueli Maurer (Bundespräsident) - Alain Berset - Doris Leuthard - Corina Casanova (Bundeskanzlerin) |
|      | Bundesrat 2012 - Johann Schneider-Ammann - Didier Burkhalter - Ueli Maurer - Eveline Widmer-Schlumpf (Bundespräsidentin) - Doris Leuthard - Simonetta Sommaruga - Alain Berset - Corina Casanova (Bundeskanzlerin) |
|      | Bundesrat 2011 - Johann Schneider-Ammann - Didier Burkhalter - Doris Leuthard - Micheline Calmy-Rey (Bundespräsidentin) - Eveline Widmer-Schlumpf - Ueli Maurer - Simonetta Sommaruga - Corina Casanova (Bundeskanzlerin)                                                                                              |
|      | Bundesrat 2010 (ab 1. November 2010) - Didier Burkhalter - Eveline Widmer-Schlumpf - Johann Schneider-Ammann - Doris Leuthard (Bundespräsidentin) - Micheline Calmy-Rey - Simonetta Sommaruga - Ueli Maurer - Corina Casanova (Bundeskanzlerin)                                                                        |
|      | Bundesrat 2010 (ab 1. Januar 2010) - Didier Burkhalter - Corina Casanova (Bundeskanzlerin) - Eveline Widmer-Schlumpf - Ueli Maurer - Micheline Calmy-Rey - Hans-Rudolf Merz - Doris Leuthard (Bundespräsidentin) - Moritz Leuenberger                                                                                  |

## 2000 bis 2009
| Foto | Bundesratszusammenstellung |
| ---- | --- |
|      | Bundesrat 2009 (ab 1. November 2009) - Didier Burkhalter - Eveline Widmer-Schlumpf - Moritz Leuenberger - Hans-Rudolf Merz (Bundespräsident) - Doris Leuthard - Micheline Calmy-Rey - Ueli Maurer - Corina Casanova (Bundeskanzlerin) |
|      | Bundesrat 2009 (ab 1. Januar 2009) - Ueli Maurer - Micheline Calmy-Rey - Moritz Leuenberger - Hans-Rudolf Merz (Bundespräsident) - Doris Leuthard - Pascal Couchepin - Eveline Widmer-Schlumpf - Corina Casanova (Bundeskanzlerin)    |
|      | Bundesrat 2008 - Pascal Couchepin (Bundespräsident) - Eveline Widmer-Schlumpf - Moritz Leuenberger - Micheline Calmy-Rey - Samuel Schmid - Doris Leuthard - Hans-Rudolf Merz - Corina Casanova (Bundeskanzlerin)                      |
|      | Bundesrat 2007 - Micheline Calmy-Rey (Bundespräsidentin) - Doris Leuthard - Christoph Blocher - Moritz Leuenberger - Pascal Couchepin - Samuel Schmid - Hans-Rudolf Merz - Annemarie Huber-Hotz (Bundeskanzlerin)                     |
|      | Bundesrat 2006 (ab 1. August 2006) - Moritz Leuenberger (Bundespräsident) - Doris Leuthard - Christoph Blocher - Micheline Calmy-Rey - Pascal Couchepin - Samuel Schmid - Hans-Rudolf Merz - Annemarie Huber-Hotz (Bundeskanzlerin)   |
|      | Bundesrat 2006 (ab 1. Januar 2006) - Moritz Leuenberger (Bundespräsident) - Joseph Deiss - Christoph Blocher - Micheline Calmy-Rey - Pascal Couchepin - Samuel Schmid - Hans-Rudolf Merz - Annemarie Huber-Hotz (Bundeskanzlerin)     |
|      | Bundesrat 2005 - Samuel Schmid (Bundespräsident) - Joseph Deiss - Christoph Blocher - Moritz Leuenberger - Micheline Calmy-Rey - Pascal Couchepin - Hans-Rudolf Merz - Annemarie Huber-Hotz (Bundeskanzlerin)                         |
|      | Bundesrat 2004 - Joseph Deiss (Bundespräsident) - Christoph Blocher - Moritz Leuenberger - Micheline Calmy-Rey - Pascal Couchepin - Samuel Schmid - Hans-Rudolf Merz - Annemarie Huber-Hotz (Bundeskanzlerin)                         |
|      | Bundesrat 2003 - Joseph Deiss - Kaspar Villiger - Moritz Leuenberger - Micheline Calmy-Rey - Pascal Couchepin (Bundespräsident) - Samuel Schmid - Ruth Metzler-Arnold - Annemarie Huber-Hotz (Bundeskanzlerin)                        |
|      | Bundesrat 2002 - Kaspar Villiger (Bundespräsident) - Joseph Deiss - Ruth Metzler-Arnold - Moritz Leuenberger - Ruth Dreifuss - Pascal Couchepin - Samuel Schmid - Annemarie Huber-Hotz (Bundeskanzlerin)                              |
|      | Bundesrat 2001 - Moritz Leuenberger (Bundespräsident) - Joseph Deiss - Ruth Metzler-Arnold - Ruth Dreifuss - Pascal Couchepin - Samuel Schmid - Kaspar Villiger - Annemarie Huber-Hotz (Bundeskanzlerin)                              |
|      | Bundesrat 2000 - Adolf Ogi (Bundespräsident) - Joseph Deiss - Ruth Metzler - Ruth Dreifuss - Pascal Couchepin - Moritz Leuenberger - Kaspar Villiger - Annemarie Huber-Hotz (Bundeskanzlerin)                                         |

## 1993 bis 1999
| Foto | Bundesratszusammenstellung |
| ---- | --- |
|      | Bundesrat 1999 - Ruth Dreifuss (Bundespräsidentin) - Pascal Couchepin - Flavio Cotti - Adolf Ogi - Arnold Koller - Kaspar Villiger - Moritz Leuenberger - François Couchepin (Bundeskanzler)    |
|      | Bundesrat 1998 - Flavio Cotti (Bundespräsident) - Adolf Ogi - Moritz Leuenberger - Ruth Dreifuss - Kaspar Villiger - Pascal Couchepin - Arnold Koller - François Couchepin (Bundeskanzler)      |
|      | Bundesrat 1998 - Flavio Cotti (Bundespräsident) - Ruth Dreifuss - Jean-Pascal Delamuraz - Arnold Koller - Adolf Ogi - Kaspar Villiger - Moritz Leuenberger - François Couchepin (Bundeskanzler) |
|      | Bundesrat 1997 - Arnold Koller (Bundespräsident) - Flavio Cotti - Jean-Pascal Delamuraz - Adolf Ogi - Kaspar Villiger - Ruth Dreifuss - Moritz Leuenberger - François Couchepin (Bundeskanzler) |
|      | Bundesrat 1996 - Jean-Pascal Delamuraz (Bundespräsident) - Ruth Dreifuss - Adolf Ogi - Arnold Koller - Flavio Cotti - Kaspar Villiger - Moritz Leuenberger - François Couchepin (Bundeskanzler) |
|      | Bundesrat 1995 - Kaspar Villiger (Bundespräsident) - Jean-Pascal Delamuraz - Adolf Ogi - Arnold Koller - Flavio Cotti - Otto Stich - Ruth Dreifuss - François Couchepin (Bundeskanzler)         |
|      | Bundesrat 1994 - Otto Stich (Bundespräsident) - Adolf Ogi - Arnold Koller - Kaspar Villiger - Jean-Pascal Delamuraz - Flavio Cotti - Ruth Dreifuss - François Couchepin (Bundeskanzler)         |
|      | Bundesrat 1993 - Adolf Ogi (Bundespräsident) - Kaspar Villiger - Arnold Koller - Otto Stich - Jean-Pascal Delamuraz - Flavio Cotti - Ruth Dreifuss - François Couchepin (Bundeskanzler)         |

## Vor 1993 (Vorläufer des offiziellen Bundesratsfotos)
| Foto | Bundesratszusammenstellung |
| ---- | --- |
|      | Bundesrat 1987 - Otto Stich (Bundespräsident 1988) - René Felber - Arnold Koller - Jean-Pascal Delamuraz - Elisabeth Kopp - Flavio Cotti - Adolf Ogi |